# Агатодемон (божество)
Агатоде́мон, или Агафоде́мон (др.-греч. ἀγαθοδαίμων — благой дух), — позднеантичное божество полей и виноградников, которому совершали возлияния неразбавленным вином. Устойчиво отождествлялся с вином. В Беотии в день Благого Демона отведывали молодое вино. Его храм находился в Лебадии (Беотия).
В Египте римского периода — гений-хранитель местности (лат. Genius loci), часто изображавшийся в образе змеи, его святилище располагалось в Александрии, во времена Антонинов в Александрии чеканилась мелкая монета с изображением Агатодемона.
В самом Риме Агатодемон стал восприниматься как восточное божество. Так, Элий Лампридий в жизнеописании императора Гелиогабала, описывая его тягу к восточной роскоши также отмечает:

Он имел в Риме маленьких египетских змей, которых египтяне называют агатодемонами.